# Morton Subotnick
Morton Subotnick (* 14. dubna 1933) je americký skladatel elektronické hudby, jehož nejznámějším dílem je skladba Silver Apples of the Moon z roku 1967.
Narodil se v Los Angeles a studoval na Denverské univerzitě. Tam také hrál na klarinet v Denverském symfonickém orchestru a poté, co byl povolán do armády, přesídlil do San Francisca a hrál ve vojenské kapele. Později spolu s Ramonem Senderem založil organizaci San Francisco Tape Music Center, sdružující skladatele pracující s magnetofonovými pásky. V té době se rozhodl přestat hrát na klarinet (tou dobou působil v San Francisco Symphony) a věnovat se výhradně skladatelské činnosti. V roce 1966 se usadil v New Yorku.
Po úspěchu alba Silver Apples of the Moon (1967) vydal řadu dalších nahrávek, včetně The Wild Bull (1968), Touch (1969), Until Spring (1975) a All My Hummingbirds Have Alibis (1991). V roce 1975 získal Guggenheimovo stipendium. Jeho manželkou je skladatelka a zpěvačka Joan La Barbara.